# Jussara (kommun i Brasilien, Goiás)
Jussara är en kommun i Brasilien.   Den ligger i delstaten Goiás, i den centrala delen av landet, 400 km väster om huvudstaden Brasília. Antalet invånare är 19 086.
Omgivningarna runt Jussara är huvudsakligen savann. Runt Jussara är det mycket glesbefolkat, med 3 invånare per kvadratkilometer.